# Чемодурово (Татарстан)
 Чемодурово — село в Азнакаевском районе Татарстана. Административный центр Чемодуровского сельского поселения.

## География
Находится в юго-восточной части Татарстана на расстоянии приблизительно 15 км на юго-запад по прямой от районного центра города Азнакаево у речки Нижняя Ямашка.

## История
Основано в первой половине XIX века, упоминалось также как Анновка.

## Население
Постоянных жителей было: в 1859—420, в 1889—518, в 1897—544, в 1910—491, в 1920—578, в 1926—524, в 1938—476, в 1949—253, в 1958—192, в 1970—259, в 1979—297, в 1989—403, в 2002 году 538 (русские 58 %, татары 29 %), в 2010 году 523.